# Джон Ґембл
Джом Ґембл (англ. John Gamble, нар. Ричмонд, штат Вірджинія, США) — колишній важкоатлет стронгмен та професійний реслер.
Найвідоміше його досягнення — третє місце у 1982 році у змаганні за звання Найсильнішої людини світу.

## Власні показники
- Вивага лежачи — 213,8 кґ
- Мертве зведення — 308,4 кґ